# Judaísmo no estado do Rio de Janeiro

## História
Embora não tenham constituído comunidades organizadas até o advento da República, milhares de cristãos-novos, oriundos da Península Ibérica, desembarcaram no Rio. A partir de 1810, ano em que o Império Português revogou sua expulsão de todos os territórios da coroa, os imigrantes reconhecidamente judeus passaram a chegar no Brasil. O principal fator de impulsão veio com a Constituição de 1824, que inaugurou a tolerância em relação a outras religiões além do catolicismo. A partir de então, representações importantes, como a sinagoga da União Shel Guemilut Hassadim (para os historiadores, 1866; para a União, 1840) e a Aliança Israelita Universal (1867), começaram a surgir, em especial na Praça Onze. Até meados do século XX, a área foi o porto seguro desses imigrantes no Rio de Janeiro. Na Praça Onze – região desvalorizada da cidade e compartilhada com a população negra da Pequena África –, sinagogas, escolas, oficinas tipográficas, jornais, clubes, alfaiatarias e lojas marcaram a identidade judaica nas primeiras décadas do século XX. A abertura da Avenida Presidente Vargas, que demandou a demolição completa de diversos quarteirões, contribuiu apenas como um fator a mais naquele contexto. Num primeiro momento, os judeus da Praça Onze foram se transferindo para a Praça da Bandeira e, também, para a Tijuca, como evidencia a localização de diversas sinagogas e de um importante clube recreativo, o Monte Sinai, fundado em 1959.
O comércio não foi abandonado a partir da segunda geração, mas mudou de perfil, se voltando para negócios de renda mais alta, confecção e venda de roupas de grife, joalherias, comércio sofisticado em shopping centers, enquanto se mantinha, também, uma vertente popular em Madureira e na região da Saara. o Centro Israelita do Subúrbio da Leopoldina, criado em 1929, teve sede própria em Olaria e servia de referência para a comunidade que se estabeleceu ao longo dos trilhos da Estrada de Ferro Leopoldina, como em Ramos, Penha e Bonsucesso. Parte da geração que sucedeu os pioneiros da Praça Onze – e que foi a primeira com formação universitária – fez um caminho em direção à Zona Sul, se estabelecendo no Flamengo, em Botafogo e nas Laranjeiras, onde a Sociedade Cultural Esportiva e Recreativa Hebraica funciona desde 1951. Diversas lojas de móveis se transferiram do Centro para a Rua do Catete.
Além da capital, o município de Nilópolis, na Baixada Fluminense também teve grande colônia judaica. A comunidade judaica de Nilópolis foi formada em grande parte por imigrantes judeus de origem polonesa e russa, pertencentes ao grupo dos asquenazitas, maior contingente de imigrantes judeus para terras brasileiras.

## Sinagogas no Rio de Janeiro
Há uma extensa relação de Sinagogas no estado do Rio de Janeiro. Conforme disposto em diversas páginas da internet e de acordo com o portal da FIERJ(Federação Israelita do Rio de Janeiro) o Rio de Janeiro é um local de muitas Sinagogas.[carece de fontes?]

## Sinagogas Messiânicas no Rio de Janeiro
Há um debate travado nas academias judaicas se o Movimento Judaico-Messiânico é uma denominação do Judaísmo ou se é uma ramificação cristã. Contudo, o Rio de Janeiro possui mais de 10 Sinagogas espelhadas por toda as regiões do Estado. Desde Zona Sul a Baixada Fluminense.

## Notáveis Judeus do Rio de Janeiro
- Alberto Dines
- Arnaldo Niskier
- Bea Feitler
- Betty Gofman
- Bussunda
- David Morethson Campista
- Deborah Evelyn
- Eduardo Sterblitch
- Israel Klabin
- Jorge Mautner
- Juca Chaves
- Malvina Tuttman
- Marcelo Gleiser
- Maurício Sherman
- Pedro Bial
- Renata Sorrah
- Samantha Schmütz
- Sérgio Besserman Vianna
- Silvio Santos
- Tereza Rachel
- Waldemar Levy Cardoso